# Nejc Pačnik

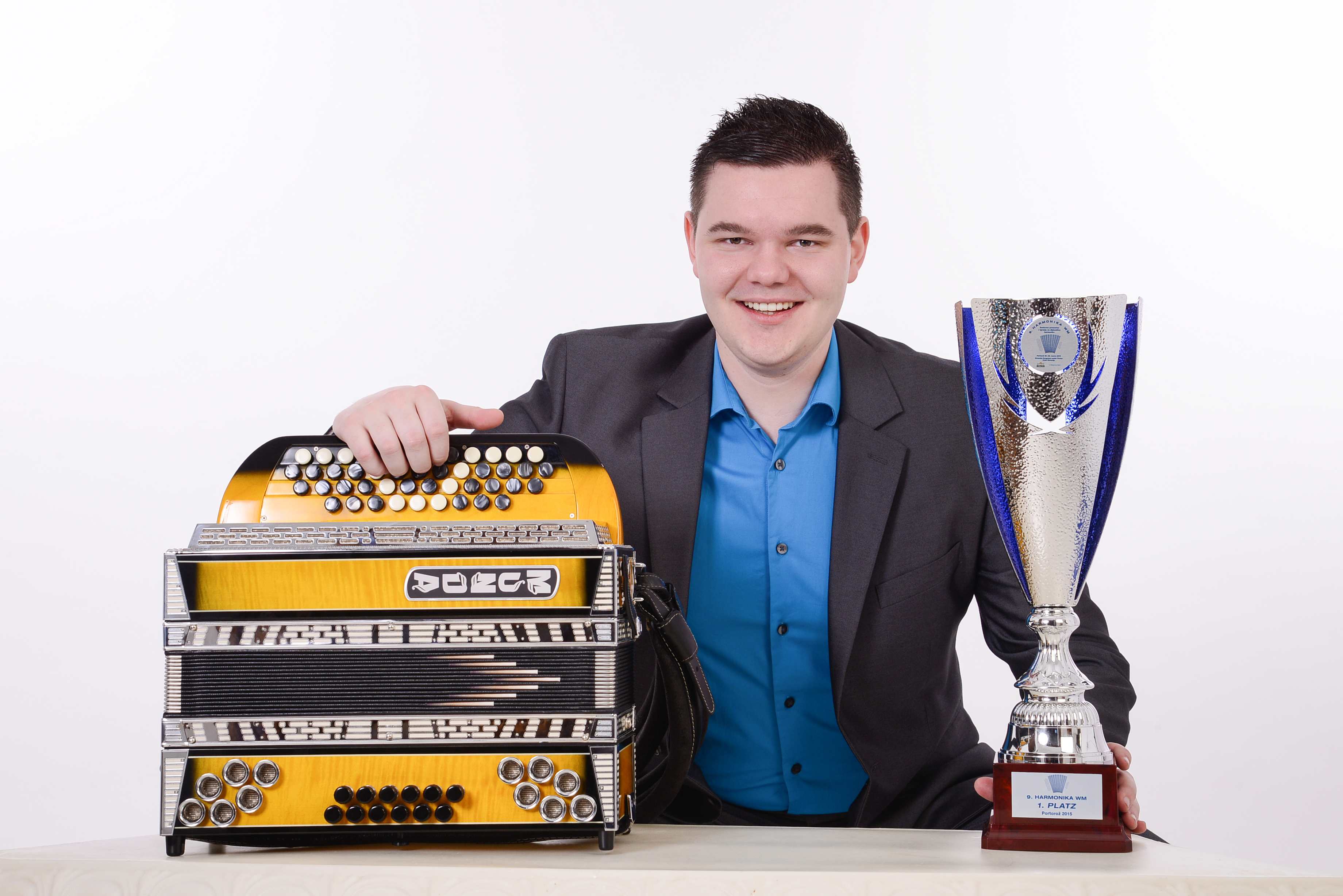
Nejc Pačnik, Akkordeon-Weltmeister 2015

Nejc Pačnik (* 28. Oktober 1990 in Slovenj Gradec, Slowenien) ist ein slowenischer Musiker, Musikpädagoge und Weltmeister auf der steirischen Harmonika.

## Leben
Nejc Pačnik wurde am 28. Oktober 1990 in Slovenj Gradec geboren. Er besuchte die Grundschule in seinem Dorf Škale und in Velenje. Er absolvierte ein fünfjähriges Studium an der Technikerschule für Holztechnik in Slovenj Gradec.
Das Akkordeon wurde ihm schon in die Wiege gelegt, weil sein Großvater ihm zahlreiche Lieder vorspielte. Nejc zeigte schon als 5-jähriger Junge großes Interesse für das diatonische Akkordeon.

## Musikalische Karriere
Als er kaum fünf Jahre alt war, bekam er seinen ersten Lehrer Tine Lesjak aus Slowenien. Nach zwei Jahren wechselte Nejc den Lehrer und er begann, seine musikalischen Kenntnisse bei Robert Goličnik zu erweitern. Bereits mit acht Jahren debütierte er beim Delčnjak-Gedenkwettbewerb und ging als Sieger hervor. 
Mit zwölf Jahren nahm er an einem Wohltätigkeitskonzert teil, wo er zum ersten Mal den Auftritt des Weltmeisters Robert Goter sah. Bald darauf besuchte er Meisterkurse bei Goter. Im selben Jahr debütierte er unter der Leitung von Robert Goter bei dem Landeswettbewerb für Akkordeon Ljubečna Gold (Landeswettbewerb von Slowenien), wo er das Halbfinale erreichte.
Mit viel Übung – vor großen Wettbewerben auch über zehn Stunden täglich – gelang ihm der größte Erfolg im Jahr 2007. Er wurde Europameister in Attimis (Italien). Am Anfang seiner Wettbewerbskarriere war er Sieger beim Landeswettbewerb für Akkordeon Ljubečna Gold im Jahr 2008. Ein Jahr später war er nochmals Preisträger.
Nach der Goldenen Akkordeon Ljubečna ging er zur WM, wo er den 4. Platz im Jahr 2005 und zwei Jahre später den Vize-WM-Titel gewann. Er wurde Akkordeon-Junioren-Weltmeister auf der diatonischen Harmonika im Jahr 2009 in Österreich und Akkordeon-Weltmeister 2015.

## Weltmeisterschaften auf der diatonischen Harmonika
- Weltmeister 2015[5]
- Junioren-Weltmeister 2009[4]
- Vize-Weltmeister 2007
- 4. Platz 2005

## Europameisterschaften auf der diatonischen Harmonika
- Europameister 2007
- Europameister in der Gruppe unter 18 Jahre 2007
- Europameister in der Gruppe unter 15 Jahre 2005
- 2. Platz 2006
- 3. Platz 2004

## Landeswettbewerb für Akkordeon Ljubečna Gold
- Sieger 2008 und 2009
- Sieger des Publikums 2009
- Gold-Plakette 2007, 2008, 2009 und 2010
- Silber-Plakette 2003 und 2006
- Bronze-Plakette 2004

## Andere Wettbewerbe für Steirische Harmonika
- 1. Platz auf dem Internationalen Wettbewerb »Josef Peyer Wettbewerb« (Österreich)[6]
- 1. Platz in der Gruppe bis 18 Jahre auf dem »Ruška Hütte Wettbewerb« 2006 und 2007
- Sieger des »Ruška Hütte Wettbewerbs« 2007
- 1. Platz und Sieger des »Dolič Pokals«
- 3× hintereinander Sieger des »Delčnjak-Gedenkwettbewerbs«
- 3× hintereinander Sieger des »Alt-Velenje-Pokals«
- 3× Sieger des »Mislinja-Tal-Pokals«